# Frenelle-la-Petite
Frenelle-la-Petite és un municipi francès, situat al departament dels Vosges i a la regió del Gran Est. L'any 2007 tenia 44 habitants.

## Demografia

### Població
El 2007 la població de fet de Frenelle-la-Petite era de 44 persones. Hi havia 20 famílies, de les quals 4 eren unipersonals (4 dones vivint soles i 4 dones vivint soles), 8 parelles sense fills i 8 parelles amb fills.
La població ha evolucionat segons el següent gràfic:
Habitants censats

### Habitatges
El 2007 hi havia 25 habitatges, 19 eren l'habitatge principal de la família, 3 eren segones residències i 3 estaven desocupats. 23 eren cases i 1 era un apartament. Dels 19 habitatges principals, 17 estaven ocupats pels seus propietaris i 2 estaven llogats i ocupats pels llogaters; 2 tenien tres cambres, 3 en tenien quatre i 14 en tenien cinc o més. 16 habitatges disposaven pel capbaix d'una plaça de pàrquing. A 10 habitatges hi havia un automòbil i a 8 n'hi havia dos o més.

### Piràmide de població
La piràmide de població per edats i sexe el 2009 era:
| Homes | Edats   | Dones |
| ----- | ------- | ----- |
| 0     | 95 o +  | 0     |
| 0     | 90 a 94 | 0     |
| 0     | 85 a 89 | 0     |
| 4     | 80 a 84 | 0     |
| 0     | 75 a 79 | 4     |
| 4     | 70 a 74 | 4     |
| 4     | 65 a 69 | 4     |
| 0     | 60 a 64 | 0     |
| 4     | 55 a 59 | 0     |
| 0     | 50 a 54 | 0     |
| 4     | 45 a 49 | 0     |
| 0     | 40 a 44 | 4     |
| 0     | 35 a 39 | 0     |
| 0     | 30 a 34 | 0     |
| 0     | 25 a 29 | 0     |
| 0     | 20 a 24 | 4     |
| 0     | 15 a 19 | 4     |
| 0     | 10 a 14 | 0     |
| 0     | 5 a 9   | 0     |
| 0     | 0 a 4   | 0     |

## Economia
El 2007 la població en edat de treballar era de 26 persones, 22 eren actives i 4 eren inactives. De les 22 persones actives 21 estaven ocupades (13 homes i 8 dones) i 1 aturada (1 dona i 1 dona). De les 4 persones inactives 1 estava jubilada, 2 estaven estudiant i 1 estava classificada com a «altres inactius».
Activitats econòmiques
L'únic establiment que hi havia el 2007 era d'una empresa de fabricació d'altres productes industrials.
L'any 2000 a Frenelle-la-Petite hi havia 4 explotacions agrícoles.

## Poblacions més properes
El següent diagrama mostra les poblacions més properes.